# U.F.O. (película)
U.F.O. (retitulada Alien Uprising en 2013) es una película de ciencia ficción publicada en 2012, que trata sobre una invasión alienígena. Escrita y dirigida por el cineasta independiente Dominic Burns, fue la tercera película que filmó como director y su debut como escritor y director de cine. Protagonizada por Bianca Bree (Bianca Brigitte Van Damme), Sean Brosnan, Simon Philips, y la aparición de Jean-Claude Van Damme.

## Argumento
La película comienza después de una noche de fiesta, baile, discusiones, peleas y una propuesta de matrimonio de parte de Robin a Dana. El grupo de amigos compuesto por Michael, Dana, Vincent, Carrie y Robin decide irse de la discoteca en la que estaban a la casa de Robin (mejor amigo de Michael). Al despertar el día siguiente se dan cuenta de que hubo un apagón, pero no solo de electricidad, sino que también de todo tipo de comunicaciones, las cuales aparentemente dejaron de funcionar en el sector donde residían.
Michael y Carrie salen a ver lo que ha sucedido y si es que en la ciudad hay señal y electricidad. En el camino se encuentran con un vagabundo que les advierte que algo anormal está sucediendo, pero lo toman como un loco y se enfrentan a él porque parece trastornado. El hombre insiste en que están en peligro y les habla sobre gente con una marca de color púrpura en la piel.
Al llegar a la ciudad, Michael se encuentra con un amigo (Pete) y le pregunta qué es lo que está pasando. Este le responde que no tiene idea, pero que el apagón no es solo en esa ciudad sino que es mucho más amplio y les muestra un vídeo donde se pueden apreciar meteoritos cayendo del cielo. Al llegar a la casa se ven obligados a pasar la noche con velas y hablar sobre lo que podría estar pasando. Vincent parece estar muy asustado y paranoico. A la mañana siguiente hay un temblor, asustados salen de la casa y al mirar hacia el cielo se dan cuenta de que hay una nave espacial (Ovni) gigantesca. Los habitantes también se dan cuenta y la ciudad entra en descontrol.
Los cinco amigos deciden abastecerse de provisiones para luego ir a un lugar seguro (la casa del tío George), para esto van al centro comercial de la ciudad, el cual estaba cerrado y había una fila enorme esperando que abra. Dos matones no respetan la fila y se ponen delante de una inmigrante, quien era la primera en la fila. Empieza una discusión y uno de los matones iba a golpear a la mujer, pero Michael entra en escena y la salva de ser golpeada. El grupo entra en una discusión con los matones y por el desorden, Pete, que es funcionario del centro comercial, se da cuenta de lo que está sucediendo y detiene el disturbio. Luego deja entrar por un acceso lateral al grupo para abastecerse, sin embargo, un motín empieza cuando la gente los ve reuniendo suministros. Así comienzan a saquear el lugar y Michael pelea con los saqueadores, especialmente con los que causaron el disturbio tiempo atrás. Michael se veía en una situación desfavorable pues no podía pelear solo contra los saqueadores así que Carrie decide disparar al techo y amedrentarlos. Al salir del establecimiento se encuentran con dos ladrones que querían robar las provisiones que el grupo había conseguido, por lo que Michael ahuyenta a los ladrones con la misma pistola que Carrie había usado anteriormente.
Michael y Carrie deciden ir a la casa de Michael para obtener combustible y munición para la pistola. Al llegar a una gasolinera se encuentran con John, un empleado de la gasolinera, que cree que los alienígenas atacarán, pero se divierten viendo los intentos de la humanidad por defenderse y mantenerse con vida. Carrie sugiere que los extraterrestres podrían ser solo exploradores, pero John hace una referencia a Cristóbal Colón dando a entender que vienen a conquistar la tierra y concluye que no vendrá nada bueno, y que es posible que antes de que lancen un ataque esperarán que los humanos se maten los unos a los otros. De vuelta en el coche, Carrie habla a Michael, quien se encuentra en Inglaterra para aprender sobre su cultura y su gente. Durante la charla un coche choca con ellos y ambos salen ilesos, pero los pasajeros del otro auto no tienen la misma suerte y, aparentemente, hay un solo sobreviviente que es el copiloto. Michael al ver que es imposible salvarlo decide matarlo a pesar de los gritos de Carrie que quería salvarlo a como de lugar. Ella se da cuenta de que hay una niña viva en el auto y le insiste a Michael para que la salven. Rescatan a la niña, y el coche estalla detrás de ellos. Cuando intentan conseguir suministros en un laboratorio para vendar a la niña herida, un guardia los detiene. La niña lo identifica como un "hombre con una marca de color púrpura", y el guardia decide dejar entrar a Michael y la niña, pero después intenta matar a la niña repentinamente. Michael alcanza a darse cuenta y empieza a pelear con el guardia, pero el guardia es mucho más fuerte que Michael por lo que Carrie tiene que intervenir para que no maten a la niña ni a Michael. A pesar de la ayuda de Carrie el guardia sigue ganando la pelea y casi mata a Michael, pero Carrie interviene nuevamente y golpea con una botella de vidrio al guardia y, luego lo mata. Carrie está enojada por tener que hacerlo y llama a Michael "asesino a sangre fría".
Los que estaban en la casa de Robin (Dana, Vincent y Robin) miran por la ventana y ven que hay un desastre, pues parece ser que los alienígenas comenzaron a atacar o que el ejército está atacando. Luego se dan cuenta de que se acerca un ovni a la casa y por poco logran salvarse de ser vistos. Robin y Vincent deciden ir a robar un coche, y Dana se queda sola en la casa. Escucha ruidos extraños, se asusta y sale de la casa muy afligida, dirige su mirada al cielo y se encuentra con que hay una nave espacial justo encima de ella, pero es salvada por los soldados Kenny y Sam, que con un misil destruyen la nave.
Robin y Vincent no lograron conseguir el auto y Michael, que venía de vuelta, los recoge y, al llegar con Dana y los soldados, se identifica como teniente del SAS. Ahora el grupo es más grande y consiguen un camión del ejército con el tanque de combustible lleno, pero antes de abordar el camión se encuentran con el mismo vagabundo del principio, que ahora se enfrenta al grupo con una pistola y dice que están protegiendo al diablo. Michael trata de razonar con él, pero Kenny dispara al vagabundo y este accidentalmente dispara a Robin, matándola.
El grupo se dirige a la casa de George, un exmilitar de operaciones encubiertas. Así el grupo comienza a analizar los sucesos que han vivido y George informa al grupo que los extraterrestres pueden tomar forma humana por lo que pueden pasar desapercibidos entre los humanos. El grupo comienza a sospechar sobre cuál de sus miembros podría ser un extraterrestre, y se dan cuenta de que hace muy poco tiempo que conocen a Carrie, por lo que, si ella tiene una marca púrpura en la parte alta de una de las piernas, ella debería de ser una extraterrestre. Michael convence a los otros para permitirle que examine de forma privada a Carrie. En la habitación Carrie mata a Michael de un disparo y luego derrota a Sam y a Kenny. George entra en combate con Carrie y le dispara con una escopeta aunque no logra acertarle. Carrie alcanza a escapar de la casa, donde se teletransporta a una nave espacial y el grupo tiene que huir. George intenta tranquilizar a los extraterrestres ofreciéndoles la radio que tenía en su casa y que aún funcionaba, pero la nave dispara un rayo y lo desintegra.
Kenny y Sam atacan un ovni con sus fusiles, pero sus armas no tienen ningún efecto sobre la nave. Deciden no seguir peleando y rendirse para evitar ser desintegrados, pero otro ovni, con luces de un color distinto ataca al ovni que amenazaba al grupo y, de esta forma, comienza una batalla entre estos ambos. El grupo logra escapar, pero Sam es asesinado en fuego cruzado, y los demás se retiran de nuevo a la casa de George. En la TV, una periodista con el aspecto de Carrie anuncia que los humanos han ganado. Vincent y Kenny entran en discusión y Vincent intenta violar a Dana. Kenny golpea a Vincent hasta quedar inconsciente. En ese entonces, llega a la casa un equipo de extraterrestres disfrazados como humanos con órdenes de matar a todos. Mientras, en el espacio exterior, la batalla entre las dos facciones extraterrestres comienza a incrementarse.

## Reparto
| Actor                 | Personaje                              | Notas                     |
| --------------------- | -------------------------------------- | ------------------------- |
| Bianca Bree           | Carrie / Anunciante de TV              | Bianca Brigitte Van Damme |
| Sean Brosnan          | Michael Galloway                       |                           |
| Jean-Claude Van Damme | George                                 |                           |
| Simon Phillips        | Robin                                  |                           |
| Maya Grant            | Dana                                   |                           |
| Jazz Lintott          | Vincent                                |                           |
| Andrew Shim           | Sam                                    |                           |
| Peter Barrett         | Kenny                                  |                           |
| Julian Glover         | John                                   |                           |
| Sean Pertwee          | Tramp                                  |                           |
| Joey Ansah            | Oficial de policía / Soldado Black Ops |                           |
| Dominic Burns         | Pete                                   |                           |
| Andy Fenn             | Hombre gordo hambriento                |                           |
| Jason Bee             | Muchacho que es empujado               |                           |